# Colors panàrabs

Bandera de la revolta àrab de 1917

Els colors panàrabs són el negre, el vermell, el verd, i el blanc. S'anomenen així perquè foren els colors que va utilitzar el rei del Hijaz (actualment dins l'Aràbia Saudita) a la bandera que va arborar durant la Rebel·lió Àrab contra l'Imperi Otomà el 1917 en representació de la unitat dels àrabs d'Orient.
Cadascun dels quatre colors per separat representa una època o un califat àrab:
- Així, el color vermell fou utilitzat per Úmar ibn al-Khattab, segon califa de l'islam. Posteriorment fou el color identificatiu dels kharigites, una de les branques en què es va dividir l'islam arran dels problemes successoris del califat pels volts de l'any 661. També és el color utilitzat per la dinastia haiximita, actualment regnant a Jordània.
- El negre era el color de l'estendard de Mahoma i el color utilitzat per les dinasties abbàssida i almoràvit.
- El verd és considerat el color propi de Mahoma, ja que portava el turbant d'aquest color; i el color amb què s'identifica l'islam en el seu conjunt. També fou el color distintiu del califat fatimita.
- I el blanc, era el color de l'estendard de Qussayy, avantpassat de Mahoma, i considerat el color de la dinastia omeia de Damasc i dels almohades.

## Banderes actuals amb els colors panàrabs

### Estats

Bandera de Jordània
Bandera de Kuwait
Bandera dels Emirats Àrabs Units[1]
Bandera del Sudan
Bandera d'Egipte
Bandera del Iemen
Bandera d'Iraq
Bandera de Síria
Bandera d'Oman

### Estats parcialment reconegut i no reconeguts

Bandera de Palestina[2]
Bandera de la República Àrab Saharaui Democràtica.
Bandera de Somalilàndia.

## Banderes històriques

Regne de Hejaz (1915–1921)[3]
Administració Àrab militar (1918–1920)[4]
Regne Àrab de Síria (març 1920–juliol 1920)[4]
Regne de Hejaz (1921–1925)[3]
Casa Rashid de l'emirat de Jabal Xammar (1920–1921)[5]
Transjordània (1921–1928)[6]
Iraq (1921–1959)[7]
Hejaz (com a part del regne de Nejd i Hejaz, 1926–1932)
Emirat de Transjordània (1928–1939)[6]
Síria (1932–1958) i (1961–1963),[4] utilitzat actualment (2011 en endavant) pel Govern interí sirià i Exèrcit Lliure de Síria.
Govern de la Palestina completa (1948–1959)
República d'Egipte (1952–1958)[8]
Federació àrab d'Iraq i Jordània (1958)
República Àrab Unida (1958–1961) i Egipte (1961–1972)
República de l'Iraq (1959–1963)[9]
Iemen del Nord (1962–1990)
Iraq (1963–91)[10] i Syria (1963–1972)[4]
Estat de Palestina (1964–2006)[11]
Iemen del Sud (1967–1990)
República Àrab Líbia (1969–1972)
Unió de les Repúbliques Àrabs (Egipte 1972–84, Síria 1972–80,[4] i Líbia 1972–77)
Proposta per a la República Àrab Islàmica (1974)
Iraq (1991–2004)[10]
Iraq (2004–08)[10]

## Banderes de moviments polítics o paramilitars

Bandera de la Societat de Joves Àrabs (o Al-Fatat) (1911–1916)
Bandera del Partit Baas (1947–present)[12]
Bandera del Front Nacional d'Alliberament (Iemen) (1963–1978), del Front d'Alliberament Dhofar (1965–68), i del Front Popular per l'alliberament del Golf Aràbic Ocupat (1968–74)[13]
Bandera del Front Popular per l'Alliberament d'Oman (1974–1992)
Bandera utilitzada pels independentistes àrabs del Khuzestan, Iran[14]
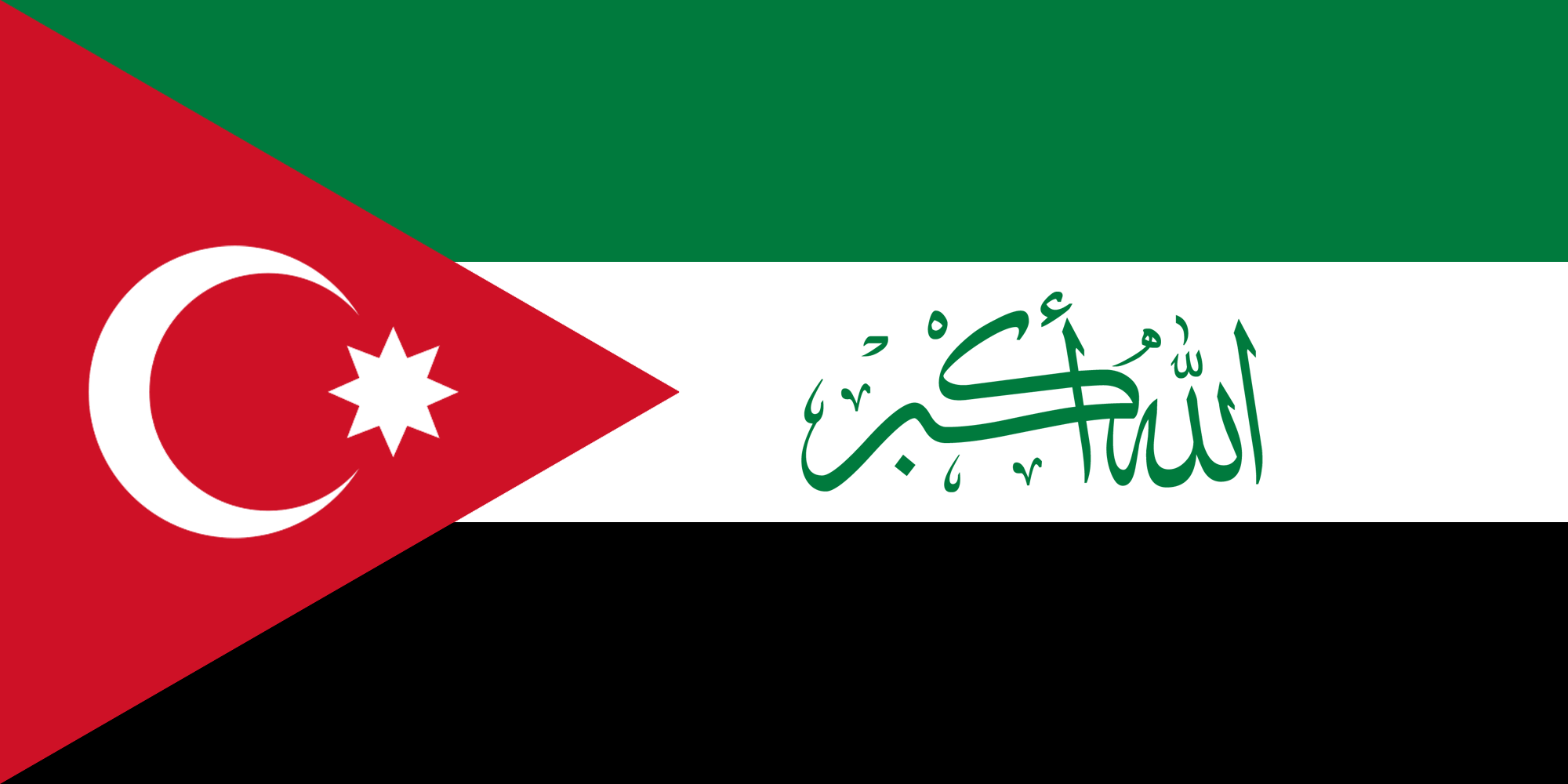
Bandera del Consell Nacional d'Ahwaz al Khuzestan, Iran
Bandera del Moviment Àrab d'Azawad, (Mali) (2012–present)
Bandera de l'Estat Independent de l'Azawad (no reconegut)